# FK Željezničar Sarajevo
FK Željezničar (prethodno NK Željezničar)  bosanskohercegovački je nogometni klub iz Sarajeva. Osnovan je 1921. godine. 

## Povijest
Prva nogometna lopta u Bosnu i Hercegovinu donesena je davne 1903. godine, no nogomet se u Sarajevu počeo igrati 1908. godine. Prvi klub osnovan na prostorima BiH bila je srednjoškolska momčad sarajevske Gimnazije. Klub je ubrzo dobio ime Osman. Nakon osnivanja prve momčadi, ubrzo se osnivaju narodni klubovi, poput srpske Slavije, hrvatskog SAŠK-a i Muslimanskog ŠK. Otpor narodnim klubovima pružaju radnici Željeznice, tako da je prva višenarodna radnička momčad osnovana 1912. godine, a zvala se Hajduk.
U rano je proljeće željeznički radnik Dimitrije Dimitrijević dobio ideju o osnivanju novog kluba. Ubrzo je ideja ostvarena, ali javili su se problemi oko igrališta. Igralo se i treniralo u Egzirciru pa je klub dobio ime Željezničar, nitko nije slutio tih dana da će klub doseći današnji ugled. Prva javna utakmica odigrana je sa SAŠK-om 17. rujna u 16 sati. Na igralištu je bilo 500 navijača, a SAŠK je pobijedio 5:1. Prvu natjecateljsku sezonu Željezničar je igrao u drugom razredu sarajevskog podsaveza gdje su još nastupali Troja, Šparta i Barakohba. Prvu pobjedu u službenim utakmicama plavi su zabilježili protiv Barakohbe. Rezultat je bio 7:0.
Klupske boje 1932. bile su tamnoplava i bijela, a klupska adresa Mašića ul. 3.

## Prvi naslov prvaka države
Bile su to najslavnije godine momčadi s Grbavice. Željezničar je u sezoni 1971./72. osvojio naslov prvaka Jugoslavije. Bila je to sezona u kojoj su izabranici Milana Ribara vodili mrtvu utrku s beogradskom Crvenom zvezdom. Na kraju su "plavi" skupili 51, a Beograđani 49 bodova. 
Željezničar je pretrpio samo četiri poraza, dok su 9 puta igrali neriješeno. Najbolji strijelac Željezničara u ovoj sezoni bio je Josip Bukal s postignutih 14 golova, a Božo Janković dao je 13, dok je Josip Katalinski 12 puta pogađao mreže suparničkih vratara. Slobodan Janjuš, vratar "plavih" te je godine postao rekorder po do onda najmanjem broju primljenih golova u svim odigranim prvenstvima (20). 
Prvačku generaciju činili su: Slobodan Janjuš, Dragan Kojović, Velija Bećirspahić, Blagoje Bratić, Josip Katalinski, Enver Hadžiabdić, Branimir Jelušić, Božo Janković, Josip Bukal, Edin Sprečo, Avdija Deraković, Slobodan Kojović, Fahrija Hrvat, Džemaludin Šerbo, Nusret Kadrić, Hajrudin Saračević, Miloš Radović i Željko Rodić.

## Međunarodni uspjesi
Najveći međunarodni uspjeh Željezničar je postigao u sezoni 1984./85. Te je sezone Željezničar pod vodstvom Ivice Osima bio nadomak završnice Kupa UEFA. U prvom kolu ždrijeb je odredio da Željezničar igra s bugarskim Slivenom. Bugari su slavili na svom terenu 1:0, da bi u uzvratu u Sarajevu doživjeli debakl, 5:1 za Željezničar. Drugo kolo donosi švicarski Sion. Nakon "mršave" pobjede na Grbavici od 2:1, u drugom susretu Željezničar je uspio sačuvati minimalnu prednost, odigravši neriješeno (1:1). Šesnaestina završnice i put u Craiovu (Rumunjska), kod Universitate, koja je dvije godine ranije igrala u poluzavršnici Kupa UEFA. Universitatea bila je bolja s 2:0. Očekivalo se da je ta prednost neuhvatljiva. No, Željo je tada zaista bio veliki klub, na vrhuncu slave. Rumunji su ispraćeni s četiri pogotka u mreži. Ulazak među osam bio je veliki uspjeh. Na Grbavici su svladani uvijek neugodni Bjelorusi. Dinamo iz Minska su porazili rezultatom 2:0. U drugoj utakmici Željezničar je očuvao prednost igrajući neriješeno 1:1. U poluzavršnici je Željezničarov protivnik bio mađarski Videoton, nepoznanica u europskom nogometu. No taj je sastav do tada eliminirao velikane poput Manchester Uniteda, PSG-a i beogradskog Partizana kojeg je porazio s čak 5:0. U prvoj utakmici u Mađarskoj rezultat je bio 3:1. U uzvratu Željezničar je vodio 2:0 do 87. minute, rezultat koji ga je vodio u finale, no Mađari su svoj prvi prelazak preko centra iskoristili za postizanje pogotka i tako izbacili Željezničar iz europskog natjecanja. Boje Željezničara u Europi branili su: Škrba, Berjan, Baljić, Šabanadžović, Čapljić, Komšić, Ćilić, Bahtić, Škoro, Mihajlović, Baždarević, Nikić, Samardžija.
Željezničar je igrao i u Kupu prvaka, i to nakon osvojenog naslova 1971./72. U sezoni 1972./73. Željo je igrao protiv engleskog Derby Countyja i izgubio obje utakmice, u gostima 0:2, dok je na Koševu gdje je igran uzvratni susret bilo 1:2.
Nakon uspostavljanja Premijer lige BiH, Željezničar je stalni sudionik europskih natjecanja. Najveći poslijeratni uspjeh postignut je u sezoni 2002./03. kada je Željezničar došao do 3. pretkola Lige prvaka. Najprije je pobjeđen islandski Akranes ukupnim rezultatom 4:0. Nakon toga Željo je u 2 utakmice bio bolji od norveškog predstavnika Lillestroma da bi na kraju pred 40.000 gledatelja na stadionu Koševo Željezničar ugostio engleski Newcastle. Željezničar je ispao ukupnim rezultatom 5:0. Nakon ispadanja iz Lige prvaka Željo nastavlja natjecanje u Kupu UEFA, ali nesretno ispada od španjolske Malage ukupnim rezultatom 0:1.
Iako je u sezoni 2004./05. izborio sudjelovanje u Kupu UEFA zbog nedobivanja UEFA-ine licence Željezničaru je uskraćen izlazak u Europu.

## Ime kluba
Klub je formiran pod imenom Radničko športsko društvo Željezničar. Kasnije (u SFRJ) bio je poznat pod imenom Fudbalski klub Željezničar, a bio je dio Sportsko društvo Željezničar, športskog društva koje je uključivalo i klubove drugih športova. Od 1993. do 2000. nosio je ime Nogometni klub Željezničar, a zatim je ime promijenjeno u današnji i već ranije korišteni naziv Fudbalski klub Željezničar. 

## Stadion
Željezničar od 1953. godine svoje domaće utakmice igra na stadionu Grbavica u istoimenom sarajevskom naselju. Stadion je od 1953. tri puta obnovljen. Prvo od 1968. do 1976. kada je napravljena sjeverna tribina, zatim je obnovljen nakon reintegracije Grbavice kada je ponovo izgrađena drvena tribina na zapadnoj strani i pred sezonu 2004./05. kada su na sjevernu i južnu tribinu postavljene stolice čime je kapacitet stadiona smanjen na 12.000 mjesta. Novoizgrađena istočna tribina stadiona Grbavica otvorena je 1. travnja 2017., a otvaranje je bilo na utakmici protiv tuzlanske Slobode. Kapacitet stadion Grbavica sada iznosi 13.449 sjedećih mjesta.

## Poznatiji igrači
| - Mišo Smajlović - Ivica Osim - Josip Zemko - Josip Bukal - Enver Hadžiabdić - Josip Katalinski - Nenad Starovlah - Edin Bahtić - Mehmed Baždarević - Vlado Čapljić - Haris Škoro - Refik Šabanadžović - Radmilo Mihajlović - Mirsad Baljić - Nikola Nikić - Mario Stanić - Blagoje Bratić - Edin Džeko - Bulend Biščević - Gordan Vidović - Dimitrije Dimitrijević - Joško Domorocki | - Milan Rajlić - Ilijas Pašić - Vasilije Radović - Velija Bećirspahić - Hajrudin Saračević - Edin Sprečo - Tarik Hodžić - Boško Janković - Fikret Mujkić - Gordan Vidović - Rade Bogdanović - Sead Kapetanović - Elvir Baljić - Dželaludin Muharemović - Bulend Biščević - Hadis Zubanović - Mirsad Bešlija - Samir Muratović - Admir Vladavić - Sanel Jahić - Predrag Šimić - Marcel Žigante |

## Uspjesi

#### Ligaški
- Drugi razred sarajevskog podsavez
  - Prvak (1): 1925./26.
  - Doprvak (3): 1922./23., 1923./24., 1924./25.
- Prvi razred sarajevskog podsavez
  - Doprvak (2): 1930./31., 1939./40.
- Prvenstvo grada Sarajeva
  - Prvak (1): 1945./46.
- Republička liga Bosne i Hercegovine
  - Prvak (1): 1948./49.
- Podsavezna liga grada Sarajeva (Prvi razred – grupa B)
  - Prvak (1): 1952.
- Sarajevska podsavezna liga
  - Prvak (1): 1952./53.
- Druga savezna liga
  - Prvak (3): 1956./57. (Druga zona – grupa A), 1961./62. (Zapad), 1977./78. (Zapad)
  - Doprvak (2): 1953./54., 1960./61. (Zapad)
- Prva savezna liga
  - Prvak (1): 1971./72.
  - Doprvak (1): 1970./71.
- Prva liga NS BiH
  - Prvak (1): 1997./98.
- Doigravanje za prvaka Federacije BiH
  - Prvak (1): 1997./98.
- Premijer liga Federacije BiH
  - Prvak (2): 2000./01., 2001./02.
- Premijer liga BiH
  - Prvak (3): 2009./10., 2011./12., 2012./13.
  - Doprvak (7): 2002./03., 2003./04., 2004./05., 2014./15., 2016./17., 2017./18., 2019./20.

#### Kupski
- Kup maršala Tita
  - Finalist (1): 1980./81.
- Kup NS BiH (1994. – 2000.)
  - Finalist (1): 1996./97.
- Nogometni kup Federacije BiH
  - Osvajač (1): 1999./00.
- Nogometni kup Bosne i Hercegovine
  - Osvajač (5): 2000./01., 2002./03., 2010./11., 2011./12., 2017./18.
  - Finalist (3): 2001./02., 2009./10., 2012./13.
- Nogometni superkup Federacije Bosne i Hercegovine
  - Osvajač (3): 1998., 2000.

### Europski
- Kup UEFA
  - Polufinale (1): 1984./85.
  - Četvrtfinale (1): 1971./72.

## Rekordi
- najuvjerljivija pobjeda: Željezničar – Barkohba 18:2
- najuvjerljiviji poraz: 1:9  NK Dinamo Zagreb – Željezničar 9:1 (29. rujna 1946.)
- najuvjerljivija pobjeda u prvoj ligi SFRJ: Željezničar – NK Maribor 8:0 (29. kolovoza 1971.)
- najuvjerljiviji poraz u prvoj ligi SFRJ: NK Dinamo Zagreb – Željezničar 9:1 (29. rujna 1946.)
- najviše službenih nastupa za Željezničar: Blagoje Bratić (343)
- najviše postignutih golova za Željezničar: Josip Bukal (127)

## Pregled sastava i plasmana po sezonama
Izvor:
| Sezona    | Igrači | Trener(i)                                                          | Liga                                                                    | Plasman             | Najbolji strijelac                                |
| --------- | --- | ------------------------------------------------------------------ | ----------------------------------------------------------------------- | ------------------- | ------------------------------------------------- |
| 1921./22. | Adolf Šmit, Stefan Cicvol, Josip Šebalj, Milan Tomić, Vilim Novak, Rudolf Kefer, Milovan Adamović, Stjepan Katalinić, Dragutin Siber, Dimitrije Dimitrijević, Ivan Krajnc, Ivan Pavičić, Franjo Cvelfer, Vojislav Banović, Aron Levi, Dušan Greši, Ivan Dunkl, Ivan Kale, Ludvig Leple, Milutin Egić |                                                                    | Drugi razred sarajevskog podsaveza                                      | 4./4.               |                                                   |
| 1922./23. | Josip Šebalj, Milan Tomić, Vilim Novak, Rudolf Kefer, Milovan Adamović, Stjepan Katalinić, Dimitrije Dimitrijević, Ivan Krajnc, Ivan Pavičević, Franjo Cveifer, Aron Levi, Dušan Drešl, Ivan Dunkl, Franjo Krajnc, Eduard Osim, Herland Gmaz, Hinko Tegzeš mlađi, Franjo Šuh, Herbert Gmaz, Leonard Fedi, Rudolf Burić, Oto Potočnik, Milutin Egić | Adolf Šmit, Josip Šebalj                                           | Drugi razred sarajevskog podsaveza                                      | 2./3.               |                                                   |
| 1923./24. | Josip Šebalj, Milan Tomić, Vilim Novak, Rudolf Kefer, Milovan Adamović, Stjepan Katalinić, Dimitrije Dimitrijević, Ivan Krajnc, Ivan Pavičić, Franjo Cvelfer, Dušan Grešl, Ivan Dunkl, Franjo Krajnc, Eduard Osim, Herland Gmaz, Hinko Tegzeš mlađi, Franjo Šuh, Herbert Gmaz, Leonard Fedi, Rudolf Burić, Oto Potočnik | Josip Šebalj                                                       | Drugi razred sarajevskog podsaveza                                      | 2./3.               |                                                   |
| 1924./25. | Josip Šebalj, Rudolf Katalinić, Milan Tomić, Vilim Novak, Rudolf Kefer, Milovan Adamović, Stjepan Katalinić, Dimitrije Dimitrijević, Ivan Krajnc, Ivan Pavičević, Franjo Cvelfer, Dušan Grešl, Ivan Dunkl, Franjo Krajnc, Eduard Osim, Herland Gmaz, Hinko Tegzeš mlađi, Franjo Šuh, Herbert Gmaz, Leonard Fedi, Rudolf Burić, Oto Potočnik | Josip Šebalj                                                       | Drugi razred sarajevskog podsaveza                                      | 2./3.               |                                                   |
| 1925./26. | Josip Šebalj, Rudolf Katalinić, Rudolf Kinčić, Milan Tomić, Milovan Adamović, Stjepan Katalinić, Dimitrije Dimitrijević, Ivan Krajnc, Ivan Pavičević, Franjo Cvelfer, Ivan Dunkl, Franjo Krajnc, Eduard Osim, Herland Gmaz, Hinko Tegzeš mlađi, Franjo Šuh, Herbert Gmaz, Leonard Fedi, Oto Potočnik, Miloš Popović, Ivan Kaučić, Alojz Klemens, Jure Primorac, Ivan Bradarić | Josip Šebalj                                                       | Drugi razred sarajevskog podsaveza                                      | 1./3.               |                                                   |
| 1926./27. | Josip Šebalj, Rudolf Kinčić, Rudolf Katalinić, Milovan Adamović, Stjepan Katalinić, Dimitrije Dimitrijević, Ivan Pavičić, Ivan Dunkl, Eduard Osim, Herland Gmaz, Hinko Tegzeš mlađi, Franjo Šuh, Herbert Gmaz, Leonard Fedi, Oto Potočnik, Miloš Popović, Ivan Kaučić, Alojz Klemens, Jure Primorac, Ivan Bradarić, Dragoljub Miholjčić, Rade Kočić | Josip Šebalj                                                       | Prvi razred sarajevskog podsaveza                                       | 4./4.               |                                                   |
| 1927./28. | Rudolf Kinčić, Milovan Adamović, Stjepan Katalinić, Eduard Osim, Herland Gmaz, Hinko Tegzeš mlađi, Franjo Šuh, Herbert Gmaz, Oto Potočnik, Miloš Popović, Ivan Kaučić, Alojz Klemens, Jure Primorac, Ivan Bradarić, Dragoljub Miholjčić, Rade Kočić, Rudolf Rosik, Muharem Saračević, Ljubo Krtolica, Karlo Kinčić, Alojz Krajnc, Mijo Lasić, Blagoje Babić | Josip Šebalj                                                       | Sarajevska podsavezna liga                                              | 4./6.               |                                                   |
| 1928./29. | Rudolf Kinčić, Milovan Adamović, Stjepan Katalinić, Eduard Osim, Herland Gmaz, Hinko Tegzeš, Franjo Šuh, Herbart Gmaz, Oto Potočnik, Miloš Popović, Jure Primorac, Ivan Bradarić, Dragoljub Miholjičić, Rade Kočić, Rudolf Rosik, Muharem Saračević, Ljubo Krtolica, Kario Kinčić, Mijo Lasić, Nikola Ivezić, Vilko Kriš, Vilim Kaltnbruner, Zdravko Vidaković, Jovo Škundrić, Ivan Perija, Dragutin Tomašević, Blagoje Babić | Josip Šebalj                                                       | Sarajevska podsavezna liga                                              | 4./7.               |                                                   |
| 1929./30. | Rudolf Kinčić, Nikola Lončar, Milovan Adamović, Stjepan Katalinić, Herland Gmaz, Hinko Tegzeš, Franjo Šuh, Herbert Hmaz, Oto Potočnik, Miloš Popović, Jure Primorac, Ivan Bradarić, Dragoljub Miholjčić, Rade Kočić, Rudolf Rosik, Muhamerm Saračević, Ljubo Krtolica, Karlo Kinčić, Mijo Lasić, Nikola Ivezić, Vilko Kriš, Vilim Kaltnruner, Zdravko Vidaković, Jovo Škundrić, Ivan Perija, Dragutin Tomašević, Sreten Vuković, Blagoje Babić | Josip Šebalj                                                       | Prvi razred sarajevske podsavezne lige                                  | 4./5.               |                                                   |
| 1930./31. | Rudolf Kinčić, Nikola Lončar, Milovan Adamović, Stjepan Katalinić, Herland Gmaz, Franjo Šuh, Herbert Gmaz, Ivan Bradarić, Dragoljub Miholjčić, Rudolf Rosik, Muharem Saračević, Ljubo Krtolica, Karlo Kinčić, Mijo Lasić, Nikola Ivezić, Vilko Kriš, Vilim Kaltnbruner, Zdravko Vidaković, Jovo Škundrić, Ivan Perlja, Dragutin Tomašević, Sreten Vuković, Uroš Zarić, Husein Hajdarević, Blagoje Babić | Josip Šebalj                                                       | Prvi razred sarajevske podsavezne lige                                  | 2./4.               |                                                   |
| 1931./32. | Rudolf Kinčić, Nikola Lončar, Stjepan Katalinić, Milovan Adamović, Franjo Šuh, Herbert Gmaz, Herland Gmaz, Ivan Bradarić, Dragoljub Miholjčić, Rudolf Rosik, Muharem Saračević, Ljubo Krtolica, Karlo Kinčić, Mijo Lasić, Vilim Kaltnbruner, Zdravko Vidaković, Jovo Škundrić, Ivan Perija, Dragutin Tomašević, Sreten Vuković, Uroš Zarić, Husein Hajdarević, Eduard Makon, Zvonimir Šulhof, Rudolf Krička | Josip Šebalj                                                       | Prvi razred sarajevske podsavezne lige                                  | 4./6.               |                                                   |
| 1932./33. | Rudolf Kinčić, Nikola Lončar, Milovan Adamović, Herland Gmaz, Stjepan Katalinić, Franjo Šuh, Herbert Gmaz, Ivan Bradarić, Dragoljub Miholjčić, Rudolf Rosik, Muharem Saračević, Karlo Kinčić, Mijo Lasić, Zdravko Vidaković, Rudolf Ofak, Jovo Škundrić, Ivan Perija, Dragutin Tomašević, Sreten Vuković, Husein Hajdarević, Eduard Makon, Ferdo Burić, Mitar Dursum, Miroslav Savić, Vojislav Petković, Matija Lajsner, Zvonimir Šulhof, Rudolf Krička, Spaso Pavlović, Desimir Krulj, Radoslav Martinović, Drago Bunjevac | Josip Šebalj                                                       | Prvi razred sarajevske podsavezne lige                                  | 4./5.               |                                                   |
| 1933./34. | Rudolf Kinčić, Nikola Lončar, Milovan Adamović, Herland Gmaz, Stjepan Katalinić, Herbert Gmaz, Ivan Bradarić, Dragoljub Miholjčić, Rudolf Rosik, Muharem Saračević, Karlo Kinčić, Mijo Lasić, Zdravko Vidaković, Jovo Škundrić, Ivan Perija, Dragutin Tomašević, Sreten Vuković, Eduard Makon, Ferdo Burić, Mitar Dursum, Miroslav Savić, Vojislav Petković, Matija Lajsner, Zvonimir Šulhof, Rudolf Krička, Spaso Pavlović, Desimir Krulj, Rudolf Ofak, Radoslav Martinović, Drago Bunjevac, Miroslav Kurižda, Ilija Simić | Josip Šebalj                                                       | Prvi razred sarajevske podsavezne lige                                  | 4./5.               |                                                   |
| 1934./35. | Rudolf Kinčić, Nikola Lončar, Stjepan Katalinić, Herland Gmaz, Herbert Gmaz, Ivan Brdarić, Dragoljub Miholjičić, Rudolf Rosik, Muharem Saračević, Mijo Lasić, Zdravko Vidaković, Jovo Škundrić, Ivan Perija, Eduard Makon, Ferdo Burić, Mitar Dursum, Miroslav Savić, Vojislav Petković, Matija Lajsner, Zvonimir Šulhof, Spaso Pavlović, Desimir Krulj, Radoslav Martinović, Savo Stanišić, Aleksandar Vukosavljević, Dušan Vojnović, Teofil Pavlović, Petar Bugarinović, Drago Bunjevac, Miroslav Kuridža, Ilija Simić | Milovan Adamović                                                   | Prvi razred sarajevske podsavezne lige                                  | 4./7.               |                                                   |
| 1935./36. | Rudolf Kinčić, Nikola Lončar, Herland Gmaz, Ivan Bradarić, Dragoljub Miholjčić, Muharem Saračević, Zdravko Vidaković, Jovo Skundrić, Ivan Perija, Eduard Makon, Ferdo Burić, Mitar Dursum, Miroslav Savić, Vojislav Petković, Matija Lajsner, Zvonimir Šulhof, Spaso Pavlović, Desimir Krulj, Dušan Stojanović, Savo Stanišić, Stanislav Tolnaj, Ismet Sudar, Milan Ristić, Dejan Vukosavljević, Aleksandar Vukosavljević, Milan Živković, Dušan Vojnović, Petar Filipović, Josip Ščetinski, Teofil Pavlović, Petar Bugarinović, Drago Bunjevac, Miroslav Kuridža, Ilija Simić, Josip-Joco Jurić                                                                         | Vilim Novak                                                        | Prvi razred sarajevske podsavezne lige                                  | 5./6.               |                                                   |
| 1936./37. | Rudolf Kinčić, Boro Šljivić, Nikola Lončar, Herland Gmaz, Ivan Bradarić, Dragoljub Miholjčić, Zdravko Vidaković, Jovo Škundrić, Ivan Perija, Eduard Makon, Ferdo Burić, Miroslav Savić, Vojislav Petković, Desimir Krulj, Dušan Stojanović, Risto Radojević, Rsavo Stanišić, Eduard Goričanin, Petar Filipović, Stanislav Tolnaj, Drago Filipović, Džemaludin Ekić, Ismet Sudar, Milan Rasitić, Dejan Vukosavljević, Aleksandar Vukosavljević, Milan Živković, Dušan Vojnović, Josip Ščetinski, Teofil Pavlović, Aleksandar Obrenović, Miloš Samardžić, Miroslav Kuridža, Josip-Joco Jurić                                                                               | Petar Bugarinović                                                  | Prvi razred sarajevske podsavezne lige                                  | 6./6.               |                                                   |
| 1937./38. | Anto Martinović, Nikola Lončar, Ivan Bradarić, Dragoljub Miholjčić, Zdravko Vidaković, Ivan Perija, Eduard Makon, Ferdo Burić, Miroslav Savić, Vojislav Petković, Desimir Krulj, Dušan Stojanović, Savo Stanišić, Eduard Goričanin, Petar Filipović, Ismet Sudar, Milan Ristić, Dejan Vukosavljević, Aleksandar Vukosavljević, Milan Živković, Dušan Vojnović, Josip Šćetinski, Teofil Pavlović, Aleksandar Obrenović, Miloš Samardžić, Anđelko Milošević, Josip-Juka Martinović, Josip-Joco Jurić, Borislav Poluga | Petar Bugarinović                                                  | Prvi razred sarajevske podsavezne liga                                  | 6./7.               |                                                   |
| 1938./39. | Nikola Lončar, Anto Martinović, Ivan Bradarić, Dragoljub Miholjčić, Zdravko Vidaković, Ivan Perija, Miroslav Savić, Desimir Krulj, Radoslav Martinović, Eduard Goričanin, Dušan Stojanović, Stanislav Tolnaj, Risto Radojević, Drago Filipović, Ismet Sudar, Milan Ristić, Dejan Vukosavljević, Aleksandar Vukosavljević, Milan Živković, Dušan Vojnović, Teofil Pavlović, Aleksandar Obrenović, Karlo Kosen, Anđelko Milošević, Josip-Juka Martinović, Branko Vidović, Miodrag Vukojčić, Slavko Oliva, Branko Čuturilo, Josip-Joco Jurić, Borislav Poluga, Ibrahim Prohić                                                                                               | Petar Bugarinović                                                  | Prvi razred sarajevske podsavezne lige                                  | 5./7.               |                                                   |
| 1939./40. | Anto Martinović, Ivan Bradarić, Dragoljub Miholjčić, Zdravko Vidaković, Ivan Perija, Ferdo Burić, Miroslav Savić, Desimir Krulj, Risto Radojević, Eduard Goričanin, Stanislav Tolnaj, Drago Filipović, Ismet Sudar, Milan Ristić, Dejan Vukosavljević, Aleksandar Vukosavljević, Milan Živković, Dušan Vojnović, Aleksandar Obrenović, Anđelko Milošević, Josip-Juka Martinović, Branko Vidović, Miodrag Vukojčić, Danilo Radan, Slavko Oliva, Zdravko Šešelj, Anton Margetić, Branko Čuturilo, Josip-Joco Jurić, Borislav Poluga, Ibrahim Prohić | Dušan Marković                                                     | Prvi razred sarajevske podsavezne lige                                  | 2./6.               |                                                   |
| 1940./41. | Anto Martinović, Dragoljub Miholjčić, Ferdo Burić, Miroslav Savić, Desimir Krulj, Risto Radojević, Drago Filipović, Dejan Vukosavljević, Aleksandar Vukosavljević, Aleksandar Obrenović, Anđelko Milošević, Josip-Juka Martinović, Branko Vidović, Miodrag Vukojčić, Dušan Vojnović, Slavko Oliva, Danilo Radan, Branko Čuturilo, Josip-Joco Jurić, Ibrahim Prohić | Dušan Marković                                                     | Prvi razred sarajevske podsavezne lige                                  | 3./6.               |                                                   |
| 1945./46. | Nail Kantardžić, Muhamed Bajrić, Veljko Bajagić, Safet Begić, Vojislav Marjanović, Nikola Marks, Anto Martinović, Zdravko Pavlić, Milan Rajlić, Hilmija Porča, Safet Alajbegović, Anto Mateta, Branko Šalipur, Rajko Pašanski, Mustafa Mamić, Miroslav Šilić | Zdravko Pavlić, Milan Rajlić                                       | Prvenstvo grada Sarajeva & Finale BiH za Saveznu ligu                   | 1./3. & 1./3.       | Milan Rajlić (4 gola)                             |
| 1946./47. | Ivan Golac, Nail Kantardžić, Safet Begić, Miroslav Šilić, Safet Alajbegović, Mustafa Mamić, Nikola Marks, Vojislav Marjanović, Muhamed Bajrić, Ferid Pobrić, Karlo Skopovi, Veljko Bajagić, Miloš Pajević, Vladimir Konjevod, Velislav Lazarević, Josip Domorocki, Anto Martinović, Milan Rajlić, Franjo Lovrić, Josip Mateović, Branko Šalipur, Ivica Medarić, Vlado Kapetanić, Anto Mateta, Hilmija Porča, Zdravko Pavlić, Risto Maksimović, Mirko Matijašević | Milan Rajlić, Ivan Medarić                                         | Prva savezna liga                                                       | 12./14.             | Anto Martinović, Velislav Lazarević (5 golova)    |
| 1947./48. | Nail Kantardžić, Drago Ančić, Mustafa Mamić, Safet Begić, Ferid Pobrić, Nikola Marks, Karlo Skopovi, Ivica Medarić, Branko Šalipur, Anto Martinović, Josip Domorocki, Vlado Kapetanić, Anto Baretić, Anton Bolfek, Mensur Bajrami, Josip Mateović, Anto Mateta, Dragutin Kotoranin, Dušan Kočan, Zijad Zubčević, Božo Krtolica, Valter Ričl, Dušan Nikolić, Ivan Arih, Šefkija Ćemal, Nerčez Novo, Simo Rašeta, Svetislav Vujnović, Milan Popović | Ivica Medarić, Mensur Bajrami, František Bičište                   | Druga savezna liga                                                      | 9./11.              | Mensur Bajrami, Dušan Nikolić, Ivan Arih (4 gola) |
| 1948./49. | Sabahudin Mušanović, Drago Ančić, Mustafa Mamić, Zijad Zupčević, Karlo Skopovi, Eduard Makon, Šefkija Ćemal, Safet Begić, Nerčez Novo, Asim Šarenkapa, Josip Domorocki, Branko Šalipur, Milan Popović, Milan Krajišnik, Valter Ričl, Josip Develić, Božo Krtolica, Anto Martinović, Mladen Simić, Mensur Bajrami, Nikola Marks, Simo Rašeta, Borislav Lazić | František Bičište, Josip Bulat                                     | Republička liga BiH & Kvalifikacije za Drugu saveznu ligu – Druga grupa | 1./12. & 1./4.      | Novo Nerčez (22 gola)                             |
| 1950.     | Sabahudin Mušanović, Anto Martinović, Sulejman Hadžić, Petar Knežević, Josip Babić, Mustafa Mamić, Šefkija Ćemal, Safet Begić, Miroslav Šilić, Josip Domorocki, Valter Ričl, Bogdan Mišić, Aleksandar Petrović, Novo Nerčez, Mensur Bajrami, Karlo Skopovi, Eduard Makon, Zijad Zupčević, Ferid Salihović, Milovan Popović, Mladen Simić, Milorad Đorđević, Borislav Lazić, Mirko Sudarević, Branko Šalipur, Risto Maksimović, Dinko Štimac, Srećko Šimunac | Stevo Maslarević, Aleksandar Petrović                              | Druga savezna liga & Kvalifikacije za Drugu saveznu ligu                | 10./11. & 1./3.     | Aleksandar Petrović (9 golova)                    |
| 1951.     | Josip Babić, Martin Restek, Mustafa Mamić, Ferid Salihović, Safet Begić, Milovan Popović, Josip Domorocki, Anto Martinović, Nerčez Novo, Milorad Đorđević, Mensur Bajrami, Srećko Šimunac, Mirko Sudarević, Sveto Masleša, Borislav Lazić, Eduard Makon, Šefkija Ćemal, Juraj Grgić, Asim Imamović, Ivan Švaljek, Đorđe Đorđević, Josip Kmoh, Zijad Zupčević, Milan Tešanović, Mladen Simić, Milan Ribar, Joco Nešković, Stjepan Eustakija | Slavko Zagorac                                                     | Druga savezna liga                                                      | 11./16.             | Novo Nerčez (13 golova)                           |
| 1952.     | Ahmet Aranutović, Josip Babić, Drago Ančić, Ferid Salihović, Mehmed Handžić, Safet Begić, Joco Nešković, Dušan Ubović, Milan Ribar, Žarko Bulić, Borislav Gojković, Mirko Sudarević, Josip Kmoh, Anto Martinović, Ilijas Pašić, Borislav Lazić, Anto Jakšić, Mensur Bajrami, Miroslav Bunić, Eduard Makon, Vjekoslav Muradori, Vladimir Vukašinović, Dragomir Ivković, Martin Restek, Juraj Grgić, Miloš Trifković | Zdravko Pavlić                                                     | Podsavezna liga grada Sarajeva (Prvi razred – grupa B)                  | 1./4.               | Novo Nerčez (22 gola)                             |
| 1952./53. | Bogdan Radovanović, Drago Ančić, Josip Babić, Ferid Salihović, Mehmed Handžić, Safet Begić, Josip Kmoh, Borislav Gojković, Mirko Sudarević, Anto Martinović, Anto Jakšić, Mensur Bajrami, Ilijas Pašić, Milan Ribar, Branislav Milenković, Šefkija Ćemal, Dušan Ubović, Vlado Kapetanić, Svetislav Šuh, Spasoje Abramović, Dušan Kočan, Sulejman Kulović, Tomislav Radonjić, Ivica Petrović, Hamdija Handan, Derviš Hadžiabdić, Slavko Dugonjevac, Lazar Milićević | Zdravko Pavlić, Branislav Hrniček                                  | Sarajevska podsavezna liga & Kvalifikacije za Drugu saveznu ligu        | 1./10. & 1./4.      | Ilijas Pašić (25 golova)                          |
| 1953./54. | Josip Babić, Stanislav Kolak, Slavko Vrebac, Spasoje Abramović, Slavko Dugonjevac, Branislav Milenković, Dušan Ubović, Dušan Kočan, Ferid Salihović, Anto Martinović, Sulejman Kulović, Mensur Bajrami, Ilijas Pašić, Tomislav Radonjić, Borislav Gojković, Muris Ćišić, Nusret Trbić, Asim Imamović, Đorđe Đorđević, Slobodan Mitrić, Vjekoslav Kranjc, Marko Vrebac, Vahdet Kurtović, Svetislav Šuh | Branislav Hrniček, Prvoslav Dragičević                             | Druga savezna liga                                                      | 2./10.              | Ilijas Pašić, Sulejman Kulović (13 golova)        |
| 1954./55. | Slavko Vrebac, Bogdan Radovanović, Stanislav Kolak, Spasoje Abramović, Vjekoslav Krajnc, Dušan Ubović, Asim Imamović, Marko Vrebac, Đorđe Đorđević, Slobodan Mitrić, Vladimir Šijaković, Sulejman Kulović, Ilijas Pašić, Tomislav Radonjić, Vahdet Kurtović, Nusret Trbić, Mehmed Handžić, Mensur Bajrami, Neđo Prelo, Anto Martinović, Prvoslav Pokić, Mirko Jocić | Prvoslav Dragičević                                                | Prva savezna liga                                                       | 11./14.             | Ilijas Pašić (13 golova)                          |
| 1955./56. | Slavko Vrebac, Josip Babić, Stanislav Kolak, Vjekoslav Krajnc, Marko Vrabac, Mehmed Hadnžić, Asim Imamović, Nusret Trbić, Dušan Ubović, Hamid Sofrandžija, Đorđe Đorđević, Spasoje Abramović, Ismer Terzić, Dušan Kočan, Ilijas Pašić, Sulejman Kulović, Tomislav Radonjić, Vahdet Kurović, Risto Bukvić, Fahrudin Fazlagić, Branko Tucaković, Ahmet Dizdarević, Aziz Dervišević, Dragoljub Basara, Mirko Jocić | Prvoslav Dragičević, Miloš Pajević, Mensur Bajrami, Branko Šalipur | Prva savezna liga                                                       | 13./14.             | Sulejman Kulović (8 golova)                       |
| 1956./57. | Slavko Vrebac, Josip Babić, Vjekoslav Krajnc, Dušan Kočan, Dušan Ubović, Marko Vrebac, Asim Imamović, Ahmet Dizdarević, Ćazim Kusturica, Mehmed Handžić, Muhamed Paćuka, Risto Bukvić, Ilijas Pašić, Hamid Sofrandžija, Fahrudin Fazlagić, Dragoljub Basara, Kasim Kokot, Vladimir Radojčić, Mile Bjelogrlić, Ahmet Ibrahimpašić, Nusret Trbić, Milan Ribar, Ratislav Matić, Ibrahim Hadžialagić, Tomislav Radonjić | Miroslav Brozović                                                  | Druga zonska liga & Kvalifikacije za Prvu saveznu ligu                  | 1./12. & 1./4.      | Ilijas Pašić (17 golova)                          |
| 1957./58. | Vasilije Radović, Josip Babić, Slavko Vrebac, Asim Imamović, Milan Ribar, Osman Jusufbegović, Asim Karajlica, Ratislav Matić, Vjekoslav Krajnc, Dušan Kočan, Đorđe Đorđević, Risto Bukvić, Ilijas Pašić, Ahmet Dizdarević, Ahmet Ibrahimpašić, Vladimir Radojić, Marcel Žigante, Fahrudin Fazlagić, Kasim Kokot, Dušan Ubović, Ibrahim Hadžialagić | Miroslav Brozović                                                  | Prva savezna liga                                                       | 8./14.              | Ilijas Pašić (10 golova)                          |
| 1958./59. | Vasilije Radović, Josip Babić, Slavko Vrebac, Osman Jusufbegović, Vjekoslav Krajnc, Vladimir Radojčić, Rastislav Matić, Asim Karajica, Milan Ribar, Asim Imamović, Stevan Krasojević, Božidar Jovičević, Marcel Žigante, Risto Bukvić, Drago Smajlović, Ilijas Pašić, Ahmet Dizdarević, Ahmet Ibrahimpašić, Đuro Vujinović, Fahrudin Fazlagić, Sulejman Kulović, Kasim Kokot, Husein Oprašić | Miroslav Brozović, Laslo Fenjveši                                  | Prva savezna liga                                                       | 11./12.             | Drago Smajlović (13 golova)                       |
| 1959./60. | Slavko Vrebac, Josip Babić, Ahmet Čizmić, Fahrudin Fazlagić, Asim Karajica, Sulejman Kulović, Vladimir Radojčić, Risto Bukvić, Zvonko Duspara, Drago Smajlović, Mirko Gašić, Jovica Radović, Božidar Jovičević, Ivan Osim, Đuro Vujinović, Milan Ribar, Slavko Šljivić, Tomislav Radonjić, Husein Oprašić, Rastislav Matić, Ahmet Dizdarević, Nikola Radić, Kasim Kokot, Marcel Žigante, Osman Jusufbegović, Jusuf Vladović, Alojz Skoković | Mensur Bajrami, Dimitrije Radi, Branko Stanković                   | Druga savezna liga – Zapadna grupa                                      | 4./12.              | Drago Smajlović (10 golova)                       |
| 1960./61. | Vasilije Radović, Slavko Vrebac, Josip Babić, Mirsad Fazlagić, Božidar Jovičević, Sulejman Kulović, Osman Jusufbegović, Miljan Štaka, Zvonko Duspara, Mirko Gašić, Mahmut Kapidžić, Drago Smajlović, Adem Hadžić, Slavko Šljuvić, Jovica Radović, Tomislav Šipčić, Ivan Osim, Fahrudin Fazlagić, Radovan Martinović, Ahmet Dizdarević, Tomislav Ljubičić, Jusuf Vladović, Vjekoslav Krajnc, Kasim Kokot, Omer Arslanagić, Đuro Vujnović | Branko Stanković, Josip Domorocki, Vladimir Konjevod               | Druga savezna liga – Zapadna grupa                                      | 2./12.              | Drago Smajlović (10 golova)                       |
| 1961./62. | Vasilije Radović, Fahrudin Fazlagić, Vjekoslav Krajnc, Kasim Kokot, Sulejman Kulović, Mahmut Kapidžić, Šefik Azabagić, Mirko Gašić, Drago Smajlović, Ivan Osim, Zvonko Duspara, Miljan Štaka, Đuro Vujnović, Radovan Martinović, Ahmet Dizdarević, Midhat Turčinhodžić, Jovica Radović, Enver Kapidžić, Omer Arslanagić, Ilijas Hot, Božidar Jovičević, Rastislav Matić | Vladimir Konjevod                                                  | Druga savezna liga – Zapadna grupa                                      | 1./12.              | Drago Smajlović (14 golova)                       |
| 1962./63. | Vasilije Radović, Miljan Štaka, Sulejman Kulović, Mahmur Kapidžić, Vjekoslav Krajnc, Kasim Kokot, Rastislav Matić, Enver Kapidžić, Đuro Smajlović, Drago Smajlović, Ivan Osim, Zvonko Duspara, Šefik Azabagić, Mirko Gašić, Ahmet Dizdarević, Fahrudin Fazlagić | Vladimir Konjevod                                                  | Prva savezna liga                                                       | 3./14.              | Drago Smajlović (18 golova)                       |
| 1963./64. | Vasilije Radović, Ranko Planinić, Rastislav Matić, Miljan Štaka, Vjekoslav Krajnc, Sulejman Kulović, Josip Zemko, Đuro Smajlović, Enver Kapidžić, Dušan Jovanović, Nikola Mijušković, Drago Mišo Smajlović, Ivan Osim, Mirko Gašić, Boris Bračulj, Ahmet Dizdarević, Zvonko Duspara, Šefik Azabagić, Vladimir Petković, Josip Bukal | Vladimir Konjevod, Munib Saračević                                 | Prva savezna liga                                                       | 6./14.              | Drago Smajlović (14 golova)                       |
| 1964./65. | Vasilije Radović, Miljan Štaka, Josip Zemko, Rastislav Matić, Josip Bukal, Ilija Tojagić, Dušan Jovanović, Sulejman Kulović, Ivan Osim, Drago Smajlović, Boris Bračulj, Mirko Gašić, Lazar Lemić, Đuro Smajlović, Zvonko Duspara, Branimir Jelušić, Blagoje Bratić, Ivica Brzić | Munib Saračević                                                    | Prva savezna liga                                                       | 5./15.              | Drago Smajlović (13 golova)                       |
| 1965./66. | Vasilije Radović, Stevica Krsmanović, Ratislav Matić, Dušan Jovanović, Midhat Mujkić, Josip Zemko, Josip Katalinski, Ilija Tojagić, Nusret Kadrić, Enver Hadžiabdić, Miljan Štaka, Salem Ćenanović, Josip Bukal, Blagoje Bratić, Boris Bračulj, Đuro Smajlović, Branimir Jelušić, Lazar Lemić, Ljubo Kalaba, Edin Sprečo, Ivan Osim, Drago Smajlović, FIkret Mujkić | Josip Babić, Marcel Žigante                                        | Prva savezna liga                                                       | 12./16.             | Josip Bukal (12 golova)                           |
| 1966./67. | Stevica Krsmanović, Franjo Crnec, Dušan Jovanović, Nusret Kadrić, Josip Katalinski, Blagoje Bratić, Rastislav Matić, Enver Hadžiabdić, Ilija Tojagić, Miljan Štaka, Duško Bajić, Salem Ćenanović, Josip Bukal, Branimir Jelušić, Ivan Osim, Fikret Mujkić, Edin Sprećo, Ljubo Kalaba, Drago Smajlović, Avdija Deraković, Boris Bračulj, Đuro Smajlović | Marcel Žigante, Milan Ribar, Fadil Požegija                        | Prva savezna liga                                                       | 6./16.              | Josip Bukal (17 golova)                           |
| 1967./68. | Vasilije Raović, Enver Hadžiabdić, Blagoje Bratić, Josip Katalinski, Fahrija Hrvat, Nusret Kadrić, Midhat Mujkić, Miljan Štaka, Hajrudin Saračević, Duško Bajić, Edin Sprečo, Branimir Jelušić, Ivan Osim, Avdija Deraković, Fikret Mujkić, Josip Bukal, Boris Bračulj, Velija Bećirspahić, Dragan Nikolić, Mehmed Šljivo, Adem Borić | Marcel Žigante, Milan Ribar, Fadil Požegija                        | Prva savezna liga                                                       | 5./16.              | Edin Sprečo (13 golova)                           |
| 1968./69. | Vasilije Radović, Velija Bećirspahić, Enver Hadžiabdić, Blagoje Bratić, Hajrudin Saračević, Miljan Štaka, Midhat Mujkić, Fahrija Hrvat, Dušan Jovanović, Boris Bračulj, Nusret Kadrić, Slaviša Todorović, Duško Bajić, Branimir Jelušić, Fikret Mujkić, Avdija Deraković, Edin Sprečo, Josip Bukal, Ivan Osim, Božo Janković | Milan Ribar, Fadil Požegija                                        | Prva savezna liga                                                       | 5./18.              | Fikret Mujkić (14 golova)                         |
| 1969./70. | Vasilije Radović, Mirza Selimović, Blagoje Bratić, Velija Bećirspahić, Fahrija Hrvat, Enver Hadžiabdić, Josip Katalinski, Hajrudin Saračević, Dragan Kojović, Nusret Kadrić, Slaviša Todorović, Josip Bukal, Ivan Osim, Duško Bajić, Branimir Jelušić, Fikret Mujkić, Avdija Deraković, Božo Janković, Edin Sprečo, Midhat Mujkić, Džemaludin Šerbo, Mehmed Šljivo | Milan Ribar, Sulejman Kulović, Fadil Požegija                      | Prva savezna liga                                                       | 4./18.              | Josip Bukal (18 golova)                           |
| 1970./71. | Slobodan Janjuš, Vasilije Radović, Mirza Selimović, Dragoljub Lazarević, Ibrahim Sirćo, Blagoje Bratić, Enver Hadžiabdić, Josip Katalinski, Dragan Kojović, Velija Bećirspahić, Nusret Kadrić, Fahrija Hrvat, Josip Bukal, Edin Sprečo, Božo Janković, Branimir Jelušić, Avdija Deraković, Duško Bajić, Fikret Mujkić, Džemaludin Šerbo, Ivan Osim, Slobodan Kojović | Milan Ribar, Sulejman Kulović, Fadil Požegija                      | Prva savezna liga                                                       | 2./18.              | Božo Janković (20 golova)                         |
| 1971./72. | Slobodan Janjuš, Dragan Kojović, Velija Bećirspahić, Blagoje Bratić, Josip Katalinski, Enver Hadžiabdić, Branimir Jelušić, Božo Janković, Josip Bukal, Edin Sprečo, Avdija Deraković, Slobodan Kojović, Fahrija Hrvat, Džemaludin Šerbo, Nusret Kadrić, Hajrudin Saračević, Miloš Radović, Željko Rodić | Milan Ribar, Sulejman Kulović, Fadil Požegija                      | Prva savezna liga                                                       | 1./18.              | Josip Bukal (14 golova)                           |
| 1972./73. | Slobodan Janjuš, Esad Ibrahimović, Dragan Kojović, Velija Bećirspahić, Blagoje Bratić, Josip Katalinski, Enver Hadžiabdić, Branimir Jelušić, Božo Janković, Josip Bukal, Edin Sprečo, Avdija Deraković, Slobodan Kojović, Miloš Radović, Željko Rodić, Hajrudin Saračević, Fahrija Hrvat, Džemaludin Šerbo, Branislav Spasojević, Nenad Starovlah, Nijaz Bašić | Milan Ribar, Sulejman Kulović, Fadil Požegija                      | Prva savezna liga                                                       | 5./18.              | Josip Bukal (15 golova)                           |
| 1973./74. | Slobodan Janjuš, Esad Ibrahimović, Avdija Deraković, Velija Bećirspahić, Miloš Radović, Josip Katalinski, Enver Hadžiabdić, Branimir Jelušić, Božo Janković, Edin Sprečo, Slobodan Kojović, Džemaludin Šerbo, Miodrag Škrbić, Branislav Spasojević, Tarik Hodžić, Dragan Kojović, Hajrudin Saračević, Željko Biljuš, Dragomir Vlaški, Mladen Marić, Blagoje Bratić, Ivan Lušić, Nenad Starovlah, Nijaz Bašić, Rajko Rašević | Milan Ribar, Sulejman Kulović, Fadil Požegija                      | Prva savezna liga                                                       | 8./18.              | Edin Sprečo, Tarik Hodžić (7 golova)              |
| 1974./75. | Slobodan Janjuš, Esad Ibrahimović, Avdija Deraković, Velija Bećirspahić, Blagoje Bratić, Josip Katalinski, Dragan Kojović, Mladen Marić, Božo Janković, Slobodan Kojović, Milomir Odović, Džemaludin Šerbo, Branislav Spasojević, Nenad Starovlah, Branislav Berjan, Ranko Đorđić, Hajrudin Saračević, Zijad Salkić, Dragan Glamočak, Željko Biljuš, Duško Bajić, Nijaz Bašić, Tarik Hodžić, Branimir Jelušić, Dragomir Vlaški, Konstantin Maljukanović, Željko Rodić, Nedim Dautović, Edin Sprečo, Ivan Lušić | Milan Ribar, Sulejman Kulović, Miladin Bunjevac                    | Prva savezna liga                                                       | 9./18.              | Božo Janković (12 golova)                         |
| 1975./76. | Slobodan Janjuš, Esad Ibrahimović, Dragomir Galonja, Bransilav Berjan, Dragan Kojović, Midhat Mujkić, Blagoje Bratić, Ivan Lušić, Džamludin Šerbo, Božo Janković, Ranko Đorđić, Milomir Odović, Nedim Dautović, Edin Sprečo, Slobodan Kojović, Mladen Marić, Dragan Glamočak, Branimir Jelušič, Hajrudin Saračević, Iso Ahmetović, Nenad Starovlah, Midhat Avdukić, Željko Rodić, Dragomir Vlaški, Radenko Ostojić, Suad Karalić, Konstantin Maljukanović, Nijaz Bašić, Miloš Radović | Milan Ribar, Sulejman Kulović, Miladin Bunjevac, Vasilije Radović  | Prva savezna liga                                                       | 12./18.             | Džemaludin Šerbo (8 golova)                       |
| 1976./77. | Slobodan Janjuš, Senad Arnautović, Bransilav Berjan, Nenad Starovlah, Dragan Kojović, Hajrudin Saračević, Nedim Dautović, Slobodan Kojović, Branimir Jelušić, Dragomir Vlaški, Milomir Odović, Božo Janković, Ranko Đorđić, Džemaludin Šerbo, Nedžad Omerhodžić, Suad Karalić, Anto Zečević, Konstantin Maljukanović, Dragan Glamočak, Edin Sprečo, Selver Jahić, Iso Ahmetović, Ivan Lušić, Josip Bukal, Fikret Mujkić, Dragan Samardžija | Milan Ribar, Sulejman Kulović, Miladin Bunjevac, Vasilije Radović  | Prva savezna liga                                                       | 18./18.             | Fikret Mujkić (9 golova)                          |
| 1977./78. | Senad Aranutović, Esad Ibrahimović, Zoran Čuljak, Konstantin Maljukanović, Josip Čilić, Ivan Lušić, Hajrudin Saračević, Suad Karalić, Slobodan Kojović, Milomir Odović, Vlado Spasojević, Selver Jahić, Fikret Mujkić, Josip Bukal, Ranko Đorđić, Nenad Starovlah, Dragan Samardžija, Dragomir Vlaški, Anto Zečević, Nedžad Omerhodžić, Nedim Dautović, Rade Paprica, Dragomir Galonja, Ivan Radić, Mladen Marić, Božo Janković, Vlado Komšić | Sulejman Rebac, Boris Bračulj                                      | Druga savezna liga – Zapadna grupa                                      | 1./18.              | Slobodan Kojović (25 golova)                      |
| 1978./79. | Esad Ibrahimović, Zoran Čuljak, Ivan Cvitanušić, Dragan Glamočak, Vlado Komšić, Ivan Lušić, Hajrudin Saračević, Josip Čilić, Slobodan Kojović, Ranko Đorđić, Rade Paprica, Dragomir Vlaški, Božo Janković, Emir Grcić, Dragan Samardžija, Ivan Radić, Dragan Kojović, Džemaludin Šerbo, Branislav Berjan, Mišo Mijić, Mehmed Baždarević, Edin Bahtić, Stojanče Idić, Nenad Starovlah, Duško Ivanović, Siniša Aškraba, Selver Jahić, Vlado Čapljić | Ivan Osim, Boris Bračulj, Drago Smajlović, Velija Bećirpsahić      | Prva savezna liga                                                       | 18./18.             | Rade Paprica, Božo Janković (7 golova)            |
| 1979./80. | Zoran Čuljak, Slavko Njeguš, Ivan Cvitanušić, Senad Arnautović, Bransilav Berjan, Mišo Miljić, Duško Ivanović, Hajrudin Saračević, Vlado Komšić, Slobodan Kojović, Ivan Lušić, Rade Paprica, Nikola Nikić, Stojanče Idić, Mehmed Baždarević, Edin Bahtić, Nenad Starovlah, Josip Čilić, Siniša Aškraba, Anto Grabo, Milomir Odović, Vlado Čapljić, Zoran Matković, Dragomir Vlaški, Mirsad Baljić, Dragan Samardžija | Ivan Osim, Boris Bračulj, Drago Smajlović, Velija Bećirpsahić      | Prva savezna liga                                                       | 9./18.              | Rade Paprica, Ivan Lušić (9 golova)               |
| 1980./81. | Slavko Njeguš, Senad Arnautović, Vlado Čapljić, Nenad Starovlah, Bransilav Berjan, Hajrudin Saračević, Mirsad Baljić, Edin Bahtić, Dragomir Vlaški, Milomir Odović, Mehmed Baždarević, Nikola Nikić, Duško Ivanović, Ivan Lušić, Josip Čilić, Edin Ćurić, Rade Paprica, Dragan Samardžija, Vlado Komšić, Anto Grabo, Milan Gutović, Nedžad Pehlivanović, Zoran Samardžija | Ivan Osim, Boris Bračulj, Drago Smajlović, Velija Bećirpsahić      | Prva savezna liga                                                       | 14./18.             | Rade Paprica (8 golova)                           |
| 1981./82. | Senad Arnautović, Slobodan Šujica, Mehmed Dželilović, Vlado Čapljić, Mirsad Baljić, Hajrudin Saračević, Josip Čilić, Nikola Nikić, Milomir Odović, Rade Paprica, Mehmed Baždarević, Edin Bahtić, Edin Ćurić, Anto Grabo, Branislav Berjan, Ivan Lušić, Dragomir Vlaški, Dragan Samardžija, Zoran Samardžija, Siniša Aškraba, Šefik Ušanović, Nenad Starovlah, Zoran Paprica, Slavko Mamuzić | Ivan Osim, Boris Bračulj, Drago Smajlović, Velija Bećirpsahić      | Prva savezna liga                                                       | 5./18.              | Edin Bahtić (17 golova)                           |
| 1982./83. | Dragan Šujica, Dragan Škrba, Senad Arnautović, Boško Janković, Branislav Berjan, Milomir Odović, Josip Čilić, Edin Bahtić, Nikola Nikić, Mehmed Baždarević, Rade Paprica, Anto Grabo, Mirsad Baljić, Vlado Komšić, Dragomir Vlaški, Siniša Aškraba, Haris Škoro, Perica Đorđević, Šefik Ušanović, Duško Ivanović, Zoran Paprica, Hajrudin Saračević, Ahmet Rajkić, Edin Ćurić, Nevzet Hasanbašić, Vlado Čapljić, Zoran Samardžija, Milan Gutović | Ivica Osim                                                         | Prva savezna liga                                                       | 10./18.             | Edin Bahtić, Rade Paprica (8 golova)              |
| 1983./84. | Dragan Škrba, Mehmed Dželilović, Bransilav Berjan, Mirsad Baljić, Vlado Čapljić, Edin Ćurić, Duško Ivanović, Josip Čilić, Edin Bahtić, Milomir Odović, Anto Grabo, Mehmed Baždarević, Milan Gutović, Nikola Nikić, Rade Paprica, Zoran Samardžija, Siniša Aškraba, Šefik Ušanović, Zoran Matković, Enes Džafić, Dragan Bočevski, Refik Šabanadžović, Radmilo Mihajlović | Ivica Osim                                                         | Prva savezna liga                                                       | 3./18.              | Nikola Nikić (14 golova)                          |
| 1984./85. | Dragan Škrba, Mehmed Dželilović, Branislav Berjan, Josip Čilić, Mirsad Baljić, Vlado Čapljić, Zoran Matković, Duško Ivanović, Refik Šabanadžović, Edin Ćurić, Haris Škoro, Mehmed Baždarević, Edin Bahtić, Nikola Nikić, Radmilo Mihajlović, Zoran Samardžija, Milomir Odović, Milan Gutović, Vlado Komšić, Siniša Aškraba, Perica Đorđević, Zoran Paprica, Adnan Fočić, Čuljak, Dragan Bočevski | Ivica Osim                                                         | Prva savezna liga                                                       | 7./18.              | Zoran Samardžija (10 golova)                      |
| 1985./86. | Slobodan Janjuš, Dragan Škrba, Mehmed Dželilović, Branislav Berjan, Zoran Samardžija, Mirsad Baljić, Edin Ćurić, Mehmed Baždarević, Haris Škoro, Rade Paprica, Vlado Komšić, Željko Janković, Ratko Ninković, Radmilo Mihajlović, Nedžad Verlašević, Milomir Šešlija, Refik Šabanadžović, Zoran Slišković, Duško Ivanović, Perica Đorđević, Milan Gutović, Amir Smajić, Adnan Fočić, Zoran Matković, Elez | Ivica Osim                                                         | Prva savezna liga                                                       | 7./18.              | Radmilo Mihajlović, Haris Škoro (14 golova)       |
| 1986./87. | Slobodan Janjuš, Dragan Škrba, Mirsad Baljić, Haris Škoro, Refik Šabanadžović, Branislav Berjan, Mehmed Baždarević, Dušan Simić, Radmilo Mihajlović, Nedžad Verlašević, Edin Ćurić, Vlado Komšić, Zoran Slišković, Milan Pavlović, Milan Gavrilović, Saša Milanović, Ratko Ninković, Duško Ivanović, Davor Mioč, Zoran Samardžija, Ismet Štilić, Zoran Matković, Željko Janković, Fahrudin Kovač, Živković, Goran Jurišić, Halim Muslija, Srećko Ilić, Kemal Alispahić | Boris Bračulj, Mile Prnjatović                                     | Prva savezna liga                                                       | 9./18.              | Radmilo Mihajlović (23 gola)                      |
| 1987./88. | Slobodan Janjuš, Dragan Škrba, Fahrudin Kovač, Milan Gavrilović, Mirsad Baljić, Edin Ćurić, Edin Bahtić, Vlado Komšić, Bransilav Berjan, Zoran Slišković, Rade Bogdanović, Edim Hadžialagić, Srećko Ilić, Mladen Janković, Goran Jurišić, Haris Karamehmedović, Suvad Katana, Radmilo Mihajlović, Davor Mioč, Siniša Nikolić, Ratko Ninković, Amar Osim, Milan Pavlović, Dragiša Stojanović, Ismet Štilić, Nenad Trajković, Ivica Vujičević | Blagoje Bratić                                                     | Prva savezna liga                                                       | 12./18.             | Radmilo Mihajlović (12 golova)                    |
| 1988./89. | Dragan Škrba, Vladan Radača, Fahrudin Viteškić, Srećko Ilić, Edin Bahtić, Rade Bogdanović, Haris Alihodžić, Siniša Nikolić, Kemal Alispahić, Ismet Štilić, Edin Ćurić, Vlado Komšić, Dušan Simić, Goran Jurišić, Milan Gavrilović, Nikola Nikić, Edim Hadžialagić, Haris Karamehmedović, Zoran Slišković, Suvad Katana, Ratko Ninković, Amar Osim, Novica Gajić, Aleksandar Petrović, Živković, Milan Pavlović, Gordan Vidović, Ivica Vujičević, Dragiša Stojanović, Mladen Janković, Armin Bećarević, Simo Krunić, Anto Grabo, Jasminko Velić | Josip Bukal, Drago Smajlović, Boris Bračulj, Nedeljko Gugolj       | Prva savezna liga                                                       | 16./18.             | Edin Ćurić (9 golova)                             |
| 1989./90. | Dragan Škrba, Fahrudin Viteškić, Željko Pavlović, Haris Alihodžić, Goran Gutalj, Srećko Ilić, Mladen Janković, Goran Jurišić, Sead Kapetanović, Simo Krunić, Vitomir Milošević, Nikola Nikić, Siniša Nikolić, Ratko Ninković, Amar Osim, Milan Pavlović, Mario Stanić, Ismet Štilić, Faruk Turusković, Jasminko Velić, Predrag Vukotić, Rade Bogdanović, Edin Ćurić, Novica Gajić, Edim Hadžialagić, Suvad Katana, Zoran Slišković, Vlado Komšić, Gordan Vidović | Drago Smajlović                                                    | Prva savezna liga                                                       | 7./18.              | Nikola Nikić (6 golova)                           |
| 1990./91. | Dragan Škrba, Fahrudin Viteškić, Željko Pavlović, Haris Alihodžić, Goran Gutalj, Srećko Ilić, Mladen Janković, Goran Jurišić, Sead Kapetanović, Suvad Katana, Simo Krunić, Vitomir Milošević, Siniša Nikolić, Ratko Ninković, Amar Osim, Milan Pavlović, Zoran Slišković, Mario Stanić, Nermin Vazda, Jasminko Velić, Gordan Vidović, Rade Bogdanović, Edin Ćurić, Vlado Čapljić, Edim Hadžialagić, Radovan Krstović, Ismet Štilić, Nikola Nikić | Drago Smajlović                                                    | Prva savezna liga                                                       | 16./18.             | Zoran Slišković (9 golova)                        |
| 1991./92. | Dragan Škrba, Željko Pavlović, Ismir Pintol, Vitomir Milošević, Jasminko Velić, Veldin Karić, Haris Alihodžić, Srećko Ilić, Fadil Hodžić, Mario Stanić, Rade Bogdanović, Gordan Vidović, Simo Krunić, Goran Gutalj, Suvad Katana, Sead Kapetanović, Milan Pavlović, Edim Hadžialagić, Admir Grošo, Admir Adžem, Mijo Katić, Siniša Nikolić, Kemal Elkaz, Jasmin Hurić, Sead Halilagić, Semir Hasanspahić, Mario Dodik, Adnan Pehlivanović, Elvir Baljić, Vedran Bećirbegović, Saša Savić, Mladen Damjanović | Milan Ribar                                                        | Prva savezna liga                                                       | Prekinuto zbog rata | Mario Stanić (15 golova)                          |
| 1994./95. | Fahrudin Viteškić, Hasib Lošić, Kemal Elkaz, Saša Savić, Admir Adžem, Jasmin Hurić, Fadil Žerić, Dželaludin Muharemović, Mario Dodik, Edin Šopović, Adnan Pehlivanović, Samir Jahić, Sead Trnka, Dinko Džidić, Vahid Ahmetagić, Bulend Biščević, Nijaz Brković, Said Fazlagić, Mirsad Alajbegović, Adis Ibrišević, Muamer Hodžić, Kovačević | Drago Smajlović                                                    | Prvenstvo NS BiH: kvalifikacijska grupa Sarajevo & Finalni turnir       | 2./6. & 4./4.       | Mario Dodik (6 golova)                            |
| 1995./96. | Adnan Gušo, Ramiz Brajlović, Bulend Biščević, Alen Kurt, Muamer Ahmetagić, Nermin Fatić, Kemal Buljubašić, Muamer Jahić, Adin Mulaosmanović, Hadis Zubanović, Muamer Divjan, Samir Jahić, Alen Lalić, Aldin Husić, Edin Kunić, Admir Adžem, Adnan Pehlivanović, Dželaludin Muharemović, Fadil Žerić, Almir Memić, Muamer Hodžić, Admir Fetić, Adis Helać, Admir Bašić, Amir Smječanin, Rusmir Burek, Senad Žerić, Kemal Kromarica, Bakir Tiro | Drago Smajlović                                                    | Prva liga                                                               | 10./16.             | Dželaludin Muharemović (10 golova)                |
| 1996./97. | Adnan Gušo, Almir Hurtić, Ramiz Brajlović, Bulend Biščević, Admir Adžem, Almir Memić, Edin Kunić, Nermin Fatić, Miralem Muslimović, Samir Abdurahmanović, Fadil Žerić, Edin Šopović, Hadis Zubanović, Nijaz Brković, Alen Kurt, Sanjin Pintul, Kemal Buljubašić, Samir Hajić, Aldin Husić, Rusmir Burek, Amar Osim, Rusmir Cviko, Adnan Pehlivanović, Adin Mulaosmanović, Dželaludin Muharemović | Mišo Smajlović, Tarik Hodžić                                       | Prva liga                                                               | 7./16.              | Dželaludin Muharemović (14 golova)                |
| 1997./98. | Adnan Gušo, Miroslav Kružik, Bulend Biščević, Rusmir Burek, Rusmir Cviko, Almir Memić, Kemal Buljubašić, Nermin Fatić, Hadis Zubanović, Edin Kunić, Nermin Vazda, Fadil Žerić, ALmir Gredić, Edin Šopović, Alen Kurt, Dželaludin Muharemović, Adin Mulaosmović, Miralem Muslimović, Amar Osim, Jasmin Memišević, Jasmin Hurić, Senad Žerić, Admir Beganović, Adnan Pehlivanović, Nermin Alihodžić, Muhamed Bogilović | Enver Hadžiabdić, Boris Bračulj                                    | Prva liga & Doigravanje za prvaka Federacije BiH                        | 4./16. & 1./3. & 1. | Nermin Vazda (21 gol)                             |
| 1998./99. | Adnan Gušo, Miroslav Kružik, Edin Kunić, Bulend Biščević, Adin Mulaosmanović, Edis Mulalić, Alen Kurt, Rusmir Burek, Dželaludin Muharemović, Almir Gredić, Nermin Fatić, Nermin Vazda, Aldin Ćenan, Senad Žerić, Nedžad Selimović, Edin Šopović, Andan Pehlivanović, Izudin Hadžiahmetović, Aldin Husić, Adnan Ćupina, Ismir Kozić, Admir Adžem, Sanjin Radonja, Hadis Zubanović, Emir Obuća, Admir Beganović, Elmir Lagumdžija, Samir Jahić, Sahmir Garčević, Ajdin Hadžihasanović, Nihad Buljugić | Enver Hadžiabdić, Nedžad Verlašević                                | Premijer liga NS BiH                                                    | 7./16.              | Nermin Vazda (18 golova)                          |
| 1999./00. | Miroslav Kružik, Hasib Lošić, Bulend Biščević, Alen Kurt, Haris Alihodžić, Edin Kunić, Rusmir Burek, Elmir Lagumdžija, Dželaludin Muharemović, Nermin Vazda, Almir Memić, Hadis Zubanović, Faruk Ihtijarević, Samir Mekić, Almir Gredić, Adin Mulaosmanović, Samir Muratović, Edis Mulalić, Sanjin Radonja, Sahmir Garčević, Senad Žerić, Nihad Buljugić, Aldin Čenan, Nudžejn Geca, Filipi De Oliveira Anderson, Santos | Enver Hadžiabdić                                                   | Premijer liga NS BiH & Doigravanje za prvaka Federacije BiH – skupina A | 2./16. & 4./4.      | Nermin Vazda (10 golova)                          |
| 2000./01. | Miroslav Kružik, Adnan Gušo, Bulend Biščević, Almir Mešić, Haris Alihodžić, Omer Joldić, Rusmir Burek, Edis Mulalić, Dželaludin Muharemović, Faruk Ihtijarević, Samir Mekić, Senad Žerić, Samir Muratović, Sahmir Garčević, Mirsad Bešlija, Edin Kunić, Nudžejn Geca, Admir Adžem, Sanjin Radonja, Hadis Zubanović, Arsim Prepoli, Nihad Buljugić, Alen Kurt, Adin Mulaosmanović, Nermin Šabić, Nermin Fatić, Elmir Lagumdžija, Admir Čehić, Adnan Behlulović, Alen Holjan, Mersad Selimbegović | Amar Osim, Dino Đurbuzović                                         | Premijer liga Federacije BiH                                            | 1./22.              | Dželaludin Muharemović (31 gol)                   |
| 2001./02. | Miroslav Kružik, Adin Mulaosmanović, Admir Adžem, Edis Mulalić, Nihad Alić, Haris Alihodžić, Bulend Biščević, Almir Gredić, Ivica Huljev, Dželaludin Muharemović, Denis Karić, Sead Seferović, Senad Žerić, Arsim Prepoli, Nermin Fatić, Sahmir Garčević, Goran Tvrtković, Sanjin Mešić, Alen Kurt, Sanel Jahić, Alen Ćirić, Eduard Toguzov, Vedad Softić, Alen Holjan, Dalibor Šilić, Sergej Tica, Jure Guvo | Amar Osim                                                          | Premijer liga Federacije BiH                                            | 1./16.              | Ivica Huljev (15 golova)                          |
| 2002./03. | Kenan Hasagić, Miroslav Kružik, Vedad Trešnjo, Bulend Biščević, Haris Alihodžić, Edis Mulalić, Adin Mulaosmanović, Sead Seferović, Jure Guvo, Denis Karić, Almir Gredić, Sanel Jahić, Senad Žerić, Sergej Tica, Dalibor Šilić, Sanjin Radonja, Sanjin Mešić, Denis Mudrinić, Almir Ćosić, Emir Hadžić, Mirzet Alagić, Dželaludin Muharemović, Admir Kajtaz, Haris Bešlija, Arben Avdija, Mirza Mešić, Veljko Aleksić, Admir Raščić, Ervin Smajlagić, Alen Bajkuša, Alen Holjan | Amar Osim                                                          | Premijer liga BiH                                                       | 2./20.              | Jure Guvo (8 golova)                              |
| 2003./04. | Miroslav Kružik, Božidar Urošević, Kenan Hasagić, Adi Adilović, Eldin Hasanspahić, Elvedin Spahić, Bulend Biščević, Haris Alihodžić, Edis Mulalić, Denis Karić, Ervin SMajlagić, Omer Joldić, Dželaludin Muharemović, Almir Gredić, Arben Avdija, Jure Guvo, Edin Džeko, Admir Raščić, Amir Agić, Adin Mulaosmanović, Haris Bešlija, Sanel Jahić, Sretko Vuksanović, Alen Bajkuša, Admir Kajtaz, Emir Hadžić, Adis Obad, Senad Žerić, Zajko Zeba, Almir Raščić, Edin Dudo, Marko Bakrač | Amar Osim, Milomir Odović                                          | Premijer liga BiH                                                       | 2./16.              | Admir Raščić (12 golova)                          |
| 2004./05. | Vladimir Markotić, Kenan Bećirović, Eldin Hasanspahić, Avdija Vršajević, Edis Mulalić, Denis Karić, Haris Alihodžić, Sead Kajtaz, Alen Kurt, Dželaludin Muharemović, Senad Žerić, Admir Raščić, Omer Joldić, Almir Gredić, Emir Hadžić, Nedim Kudra, Edin Džeko, Arben Avdija, Zablon Amanaka, Nedim Jusufbegović, Adin Mulaosmanović, Edin Dudo, Erkan Sulejmani, Semir Štilić, Ensar Arifović, Haris Bešlija, Adi Musli, Admir Adžem, Hadis Zubanović, Hazim Đoković, Srđan Marković, Sretko Vuksanović | Jirži Plišek, Ismet Štilić, Ivo Ištuk                              | Premijer liga BiH                                                       | 2./16.              | Dželaludin Muharemović, Emir Hadžić (5 golova)    |
| 2005./06. | Faris Efendić, Branko Grahovac, Almir Gredić, Edis Mulalić, Admir Vladavić, Dino Muharemović, Mersad Selimbegović, Anel Pjanić, Nermin Jamak, Edin Dudo, Admir Raščić, Mirzet Alagić, Haris Bešlija, Aleksandar Railić, Emir Hadžić, Damir Memišević, Admir Kajtaz, Almir Raščić, Semir Štilić, Zablon Amanaka, Nedim Kudra, Mensur Sinanović, Josip Bojo, Senad Žerić, Ervin Zukanović, Elmir Kuduzović, Rašid Avdić, Nermin Sejfović, Younouss Diatta, Albin Pelak, Edin Cocalić, Amir Spahić | Ratko Ninković, Almir Memić                                        | Premijer liga BiH                                                       | 6./16.              | Admir Vladavić (7 golova)                         |
| 2006./07. | Zdenko Baotić, Mileta Radulović, Ibrahim Šehić, Admir Vladavić, Edin Cocalić, Damir Memišević, Almir Raščić, Dino Muharemović, Đorđe Kamber, Almir Gredić, Amir Spahić, Semir Štilić, Sanel Jahić, Omer Joldić, Elmir Kuduzović, Nermin Jamak, Saša Đorđević, Vladan Kostić, Marjan Jugović, Jorge Sousa Da Silva, Edin Dudo, Boubacar Dialiba, Rašid Avdić, Younouss Diatta, Admir Avdić, Albin Pelak, Nermin Fatić, Haris Bešlija, Samir Bekrić, Edis Mulalić, Haris Redžepi | Nenad Starovlah, Dželaludin Muahremović, Enver Hadžiabdić          | Premijer liga BiH                                                       | 5./16.              | 10\|Boubacar Dialiba (10 golova)                  |
| 2007./08. | Zdenko Baotić, Ibrahim Šehić, Goran Gvozdić, Edis Mulalić, Muamer Vugdalić, Amir Spahić, Elmir Kuduzović, Salem Salkić, Edin Cocalić, Đorđe Kamber, Omer Joldić, Edin Dudo, Dino Muharemović, Semir Štilić, Nermin Jamak, Samir Bekrić, Haris Bešlija, Sanel Jahić, Haris Redžepi, Srđan Stanić, Boubacar Dialiba, Marjan Jugović, Muamer Svraka, Jure Guvo, Damir Rovčanin, Muhamed Devlić, Neil Wood, Džemal Sadiković, Semir Kerla, Albin Pelak, Romeo Filipović, Admir Avdić, Edis Osmanović, Kerim Kadrić, Sanin Omerović, Rasim Reiz, Adis Jahović, Elmedin Branković                                                                                              | Enver Hadžiabdić, Simo Krunić                                      | Premijer liga BiH                                                       | 7./16.              | Sanel Jahić (12 golova)                           |
| 2008./09. | Ibrahim Šehić, Goran Gvozdić, Sanel Borić, Edis Mulalić, Edin Cocalić, Džemal Sadiković, Semir Kerla, Delimir Bajić, Vlado Hrkać, Salem Salkić, Esmir Omerović, Predrag Šimić, Dino Muharemović, Albin Pelak, Nermin Jamak, Samir Bekrić, Admir Softić, Emir Zeba, Samir Haznadar, Elmedin Branković, Admir Avdić, Sead Bučan, Branko Šešlija, Haris Redžepi, Muamer Svraka, Haris Bešlija, Damir Rovčanin, Srđan Stanić, Feđa Dudić, Amar Mehić, Emir Borić, Igor Radovanović | Simo Krunić                                                        | Premijer liga BiH                                                       | 9./16.              | Samir Bekrić (7 golova)                           |
| 2009./10. | Ibrahim Šehić, Adnan Gušo, Amel Pjanić, Edis Mulalić, Edin Cocalić, Semir Kerla, Delimir Bajić, Elvis Mešić, Mirko Radovanović, Marko Farić, Benjamin Čolić, Predrag Šimić, Dino Muharemović, Milan Ćulum, Muamer Svraka, Denis Selimović, Nedžad Serdarević, Samir Bekrić, Mirsad Bešlija, Sead Bučan, Slaven Kovačević, Edin Višća, Alen Mešanović, Damir Rovčanin, Srđan Stanić, Amar Mehić, Lazar Popović, Semir Mujkanović, Mario Batinić, Haris Bešlija, Božidar Radošević, Bajro Spahić, Goran Perak, Jadranko Bogičević | Amar Osim                                                          | Premijer liga BiH                                                       | 1./16.              | Samir Bekrić (15 golova)                          |
| 2010./11. | Ibrahim Šehić, Elvis Karić, Adnan Gušo, Elvis Mešić, Semir Kerla, Mirko Radovanović, Jadranko Bogičević, Goran Gančev, Goran Marković, Velibor Vasilić, Benjamin Čolić, Milan Ćulum, Muamer Svraka, Srđan Savić, Nikola Odović, Nermin Zolotić, Zajko Zeba, Mirsad Bešlija, Goran Perak, Mahir Karić, Anton Kolobov, Edin Višća, Haris Bešlija, Srđan Stanić, Elvir Čolić, Damir Rovčanin, Lazar Popović, Bajro Spahić, Šaban Pehilj, Aleksandar Nikolić, Omar Baljić, Partick Nyema, Perica Stančeski, Mirsad Ramić, Nermin Jamak | Amar Osim                                                          | Premijer liga BiH                                                       | 3./16.              | Zajko Zeba (11 golova)                            |
| 2011./12. | Elvis Karić, Adnan Gušo, Semir Bukvić, Goran Marković, Jadranko Bogičević, Velibor Vasilić, Josip Kvesić, Patrick Nyema, Srđan Stanić, Benjamin Čolić, Muamer Svraka, Srđan Savić, Perica Stančeski, Nermin Zolotić, Nermin Jamak, Zajko Zeba, Mirsad Bešlija, Elvir Čolić, Sulejman Smajić, Dejan Drakul, Vernes Selimović, Eldin Adilović, Omar Baljić, Mirsad Ramić, Samir Bekrić, Josip Ćutuk, Semir Kerla | Amar Osim                                                          | Premijer liga BiH                                                       | 1./16.              | Eldin Adilović (20 golova)                        |
| 2012./13. | Marijan Antolović, Elvis Karić, Semir Bukvić, Adnan Gušo, Benjamin Čolić, Josip Kvesić, Semir Kerla, Jadranko Bogičević, Velibor Vasilić, Josip Ćutuk, Eishun Yoshida, Srđan Stanić, Muamer Svraka, Nermin Zolotić, Tomislav Tomić, Zajko Zeba, Samir Bekrić, Nermin Jamak, Mirsad Bešlija, Elvir Čolić, Sulejman Smajić, Vernes Selimović, Danijal Brković, Eldin Adilović, Mirsad Ramić, Šaban Pehilj, Armin Hodžić, Eldar Hasanović, Yani Urdinov | Amar Osim                                                          | Premijer liga BiH                                                       | 1./16.              | Eldin Adilović (18 golova)                        |
| 2013./14. | Adnan Hadžić, Filip Lončarić, Vedran Kjosevski, Elvis Karić, Benjamin Čolić, Josip Kvesić, Semir Kerla, Yani Urdinov, Asim Škaljić, Mladen Zeljković, Emrah Hasanhodžić, Faris Fejzić, Srđan Stanić, Muamer Svraka, Nermin Zolotić, Tomislav Tomić, Eldar Hasanović, Nermin Jamak, Elvir Čolić, Sead Bučan, Damir Sadiković, Enis Sadiković, Vernes Selimović, Danijal Brković, Riad Bajić, Armin Hodžić, Marijan Antolović, Anel Alibašić, Jasmin Bogdanović, Nenad Dedić | Hajrudin Đurbuzović                                                | Premijer liga BiH                                                       | 4./16.              | Armin Hodžić (14 golova)                          |
| 2014./15. | Marijan Antolović, Vedran Kjosevski, Benjamin Čolić, Josip Kvesić, Mladen Zeljković, Jasmin Bogdanović, Aleksandar Kosorić, Kerim Memija, Srđan Stanić, Eldar Hasanović, Tomislav Tomić, Sead Bučan, Damir Sadiković, Enis Sadiković, Amir Hadžiahmetović, Riad Bajić, Anes Nuspahić, Edi Baša, Nedo Turković, Juan Manuel Varea, Ognjen Đelmić, Dejan Uzelac, Zoran Kokot | Admir Adžem, Milomir Odović                                        | Premijer liga BiH                                                       | 2./16.              | Riad Bajić (15 golova)                            |
| 2015./16. | Marijan Antolović, Vedran Kjosevski, Irfan Fejzić, Jasmin Bogdanović, Aleksandar Kosorić, Emir Hodžurda, Jadranko Bogičević, Siniša Stevanović, Dušan Mladenović, Dejan Uzelac, Ivan Livaja, Mirko Kramarić, Kemal Osmanković, Srđan Stanić, Kerim Memija, Mailson, Nermin Zolotić, Jovan Blagojević, Amir Hadžiahametović, Enis Sadiković, Dino Hasanović, Adnan Zahirović, Damir Sadiković, Samir Bekrić, Miroslav Stevanović, Ognjen Đelmić, Secouba Diatta, Zoran Kokot, Denis Žerić, Amer Hiroš, Mirza Halvadžić, Dženis Beganović, Tiago, Ivan Lendrić, Dejan Đermanović, Ajdin Mujagić, Joco Stokić, Nedo Turković                                                | Milomir Odović, Vlado Čapljić, Edis Mulalić                        | Premijer liga BiH                                                       | 5./16.              | Ivan Lendrić (7 golova)                           |
| 2016./17. | Vedran Kjosevski, Irfan Fejzić, Aldin Ćeman, Adnan Bobić, Aleksandar Kosorić, Semir Kerla, Sanel Jahić, Kemal Osmanković, Mateo Boccaccini, Muhammed Musa, Jadranko Bogičević, Siniša Stevanović, Kerim Memija, Srđan Stanić, Amar Beširević, Danijel Stojanović, Jovan Blagojević, Dino Hasanović, Adnan Šećerović, Uglješa Radinović, Darko Marković, Samir Bekrić, Denis Žerić, Zajko Zeba, Miroslav Stevanović, Milivoje Lazić, Dženis Beganović, Sandi Križman, Goran Zakarić, Ivan Crnov, Ivan Lendrić, Ajdin Mujagić, Stevo Nikolić | Miloš Kostić, Slavko Petrović                                      | Premijer liga BiH                                                       | 2./12.              | Ivan Lendrić (19 golova)                          |
| 2017./18. | Vedran Kjosevski, Irfan Fejzić, Aldin Ćeman, Adnan Bobić, Kemal Osmanković, Jadranko Bogičević, Almir Ćubara, Daniel Graovac, Amir Velić, Siniša Stevanović, Srđan Stanić, Josip Projić, Adi Mehremić, Kenan Hadžić, Jovan Blagojević, Dino Hasanović, Andrej Modić, Stojan Vranješ, Darko Marković, Rok Elsner, Anel Šabanadžović, Denis Žerić, Zajko Zeba, Dženis Beganović, Sinan Ramović, Asim Zec, Goran Zakarić, Ivan Crnov, Dženan Zajmović, Ajdin Mujagić, Saša Kajkut, Vojo Ubiparip, Stevo Nikolić | Admir Adžem                                                        | Premijer liga BiH                                                       | 2./12.              | Goran Zakarić (12 golova)                         |
| 2018./19. | Vedran Kjosevski, Aldin Ćeman, Vernes Karavdić, Irfan Fejzić, Jasmin Kršić, Matej Rodin, Matej Rodin, Kemal Osmanković, Enes Sipović, Miloš Bakrač, Enio Zilić, Jadranko Bogičević, Antionio Pavić, Eldar Šehić, Srđan Stanić, Branko Bajić, Siniša Stevanović, Aldin Šehić, Haris Hajdarević, Anel Šabanadžović, Jovan Blagojević, Dženan Osmanović, Damir Sadiković, Mustafa Mujezinović, Sinan Ramović, Filip Arežina, Ivan Čurjurić, Denis Žerić, Semir Dacić, Stojan Vranješ, Mladen Veselinović, Ermin Zec, Asim Zec, Sulejman Krpić, Filip Jazvić, Dženan Zajmović, Mihael Klepač, Faris Zubanović                                                                | Slobodan Krčmarević, Milomir Odović, Amar Osim                     | Premijer liga BiH                                                       | 4./12.              | Sulejman Krpić (19 golova)                        |
| 2019./20. | Vedran Kjosevski, Filip Erić, Jasmin Kršić, Siniša Stevanović, Antonio Pavić, Aleksandar Kosorić, Luka Miletić, Srđan Stanić, Aleksandar Jovanović, Frane Ikić, Kemal Osmanković, Eldar Šehić, Sedad Subašić, Mustafa Mujezinović, Sinan Ramović, Semir Štilić, Mehmed Alispahić, Edin Mujić, Damir Sadiković, Mladen Veselinović, Petar Bojo, Nermin Jamak, Semir Dacić, Ermin Zec, Dženan Zajmović, Ivan Lendrić | Amar Osim                                                          | Premijer liga BiH                                                       | 2./12.              | Sulejman Krpić (12 golova)                        |
| 2020./21. | Filip Erić, Irfan Fejzić, Vedad Muftić, Siniša Stevanović, Aleksandar Kosorić, Luka Miletić, Ivan Milićević, Ante Blažević, Frane Ikić, Eldar Šehić, Haris Hajdarević, Sedad Subašić, Mustafa Mujezinović, Semir Štilić, Mehmed Alispahić, Edin Mujić, Damir Sadiković, Mladen Veselinović, Petar Bojo, Nermin Jamak, Hamza Gasal, Samir Bekrić, Luka Juričić, Ermin Zec, Ivan Lendrić, Anel Hajrić | Amar Osim, Blaž Slišković, Almir Memić                             | Premijer liga BiH                                                       | 7./12.              | Semir Štilić (8 golova)                           |
| 2021./22. | Josip Bender, Vedad Muftić, Nikola Milićević, Vedran Vrhovac, Amar Drina, Hasan Jahić, Branimir Vištica, Aleksandar Kosorić, Edin Cocalić, Luka Malić, Denis Kovačević, Ante Blažević, Benjamin Šehić, Marin Galić, Amar Musić, Petar Bojo, Haris Hajdarević, Omar Beća, Mate Crnčević, Dženan Osmanović, Faruk Duraković, Mustafa Mujezinović, Nedim Mekić, Armin Hodžić, Amar Mehić, Edin Mujić, Sedad Subašić, Semir Štilić, Samir Bekrić, Hamza Gasal, Ermin Zec, Ognjen Stjepanović, Ševkija Resić, Armin Čerimagić, Damir Hrelja, Ardonis Mućaj, Adeshina Fatai, David Grubešić, Neriman Kočević, Bruno Zdunić, Luka Juričić, Aleksandar Vučenović, Hamza Jaganjac | Tomislav Ivković, Edis Mulalić                                     | Premijer liga BiH                                                       | 6./12.              | Petar Bojo (6 golova)                             |
| 2022./23. | Vedad Muftić, Josip Bender, Nikola Milićević, Tarik Karić, Amar Drina, Aleksandar Kosorić, Edin Cocalić, Ajdin Kobašević, Luka Malić, Irfan Jašarević, Stjepan Vego, Marin Galić, Benjamin Šehić, Ali Pašić, Haris Hajdarević, Omar Beća, Armin Hodžić, Dženis Beganović, Nedim Mekić, Sedad Subašić, Semir Štilić, Samir Bekrić, Santos, Hamza Gasal, Joseph Amoah, Andrija Drljo, Ardonis Mućaj, Anel Pirić, Aldin Efendić, Armin Hodžić, Sulejman Krpić, Dženan Haračić, Benjamin Križevac | Edis Mulalić, Nermin Bašić                                         | Premijer liga BiH                                                       | 3./12.              | Semir Štilić (9 golova)                           |

## Vanjske poveznice
- Službena stranica FK Željezničara
- (boš.) Klix.ba Idealnih 11 igrača FK Željezničar svih vremena, 22. veljače 2009.
- Milorad Sijić, Plavi sa Grbavice, Kruševac 2021.